# دونسكوي
دونسكوي (بالروسية: Донской) هي إحدى مدن روسيا في الكيان الفدرالي الروسي تولا أوبلاست.

## أعلام
- يوليا سينيجر